# L'Impératrice Chung
Pour plus de détails, voir Fiche technique et Distribution.
L'Impératrice Chung (en coréen : 왕후 심청, Wanghu simcheong) est un film d'animation nord-coréen et sud-coréen, réalisé par Nelson Shin en 2005. Shin est sud-coréen, mais le film est un projet de collaboration entre les deux Corée; le travail d'animation fut principalement accompli en Corée du Nord par les studios nord-coréens SEK, et la bande son fut enregistrée par un orchestre nord-coréen.
L'Impératrice Chung fut le premier film à sortir (presque) simultanément dans les salles de cinéma en Corée du Sud, le 12 août 2005, et en Corée du Nord, le 15 août. Il fut présenté au Festival international du film d'animation d'Annecy de 2004.

## Synopsis
Le film s'appuie sur un conte coréen au sujet d'une jeune fille qui se sacrifie pour redonner la vue à son père aveugle. 
Un soir, Shim Hakku quitte le palais après avoir refusé de participer à un complot que lui propose le ministre Yi Runee. Yi tente de faire assassiner Shim, mais l'assassin ne parvient qu'à lui faire perdre la vue. Quatorze ans plus tard, sa fille Chung sera prête à tous les sacrifices pour lui faire retrouver la vue...

## Fiche technique
- Titre : L'Impératrice Chung
- Titre original : 왕후 심청 (Wanghu simcheong)
- Réalisation : Nelson Shin
- Scénario :  Kim Jungha, Shin Janghyun, Yoo Kwanghee, Kyong Seungwon, Kwon Youngsup
- Musique : Sung Donghwan
- Pays d'origine : Corée du Nord, Corée du Sud
- Langue : coréen
- Format : couleur
- Genre : Animation, drame et fantastique
- Durée : 93 minutes